# Síndrome de Budd-Chiari
En gastroenterología y en hepatología, el síndrome de Budd-Chiari (trombosis de las venas suprahepáticas) es un trastorno raro, generalmente causado por coágulos de sangre que obstruyen, parcial o completamente, las grandes venas que drenan el hígado. 
En general, la causa de la aparición del síndrome de Budd-Chiari no se conoce. En algunos casos existe algún proceso que aumenta la probabilidad de aparición de coágulos de sangre, como por ejemplo el embarazo o la drepanocitosis. Se ha asociado a la administración de estrógenos, y a la administración de quimioterapia para el tratamiento del cáncer y en enfermedades asociadas a un estado de hipercoagulabilidad de la sangre. 

## Cuadro clínico
Los síntomas del síndrome de Budd-Chiari pueden comenzar repentinamente y ser devastadores, pero, en general, se presentan gradualmente. El hígado se llena de sangre y se vuelve doloroso. El líquido se filtra desde la superficie del hígado aumentado de volumen hacia la cavidad abdominal. Puede producirse dolor abdominal y una leve ictericia. La acumulación de sangre en el hígado aumenta la presión en la vena porta, aunque las consecuencias de esto, tales como las hemorragias de las varices en el esófago, pueden tardar semanas o meses en aparecer. 
Al cabo de varios meses, suelen presentarse ictericia, fiebre y otros síntomas de insuficiencia hepática. A veces los coágulos se agrandan tanto que obstruyen la parte inferior de la vena cava inferior. Esta oclusión causa un aumento considerable de volumen de las piernas y del abdomen.

## Diagnóstico
Los síntomas característicos son las claves principales para el diagnóstico. Las radiografías de las venas, tras una inyección de una sustancia radiopaca, permiten determinar la ubicación precisa de la oclusión. Las imágenes obtenidas con resonancia magnética (RM) pueden también contribuir a establecer el diagnóstico. Una biopsia del hígado (en la que una muestra de tejido hepático se extrae con una aguja para su examen al microscopio) y una ecografía pueden ayudar a distinguir el síndrome de Budd-Chiari de otras enfermedades similares. 
En la mayoría de los casos los tests sanguíneos que se utilizan para evaluar la función hepática son normales o se encuentran poco alterados, por lo que estas pruebas de laboratorio no son útiles para establecer el diagnóstico.

## Tratamiento
Si la vena se ha estrechado y no está obstruida, se pueden usar fármacos anticoagulantes (que evitan los coágulos) o trombolíticos (que disuelven los coágulos). En algunos casos, se puede realizar una cirugía para conectar la vena porta con la vena cava; de este modo se descomprime la vena porta. El trasplante de hígado puede ser el tratamiento más eficaz. La experiencia demuestra que los tratamientos quirúrgicos aumentan el índice de supervivencia (83 %) en comparación con los tratamientos conservadores (28 %).

## Epónimo
Fue nombrada por George Budd y por  Hans Chiari.